# Пошага-де-Сус
Пошага-де-Сус (рум. Poșaga de Sus) — село у повіті Алба в Румунії. Входить до складу комуни Пошага.
Село розташоване на відстані 309 км на північний захід від Бухареста, 45 км на північ від Алба-Юлії, 38 км на південний захід від Клуж-Напоки.

## Населення
За даними перепису населення 2002 року у селі проживали 245 осіб, усі — румуни. Усі жителі села рідною мовою назвали румунську.